# Keith Kahn-Harris
Keith Kahn-Harris é um escritor, sociólogo, e crítico musical britânico. É associado honorário do Birkbeck College e do Institute for Jewish Policy Research

## Livros
- Uncivil War: The Israel Conflict in the Jewish Community, David Paul Books, 2014[3]
- All that Matters: Judaism, Hodder Education, 2012[4]
- Despatches from the Invisible Revolution (editado com Dougald Hine), New Public Thinking, 2012[5]
- Turbulent Times: The British Jewish Community Today (co-autor: Ben Gidley), Continuum, 2010[6]
- Extreme Metal: Music and Culture on the Edge Berg 2007[7]
- After subculture: Critical studies in contemporary youth culture